# Campionat de Portugal de ciclisme en ruta
El Campionat de Portugal de ciclisme en ruta s'organitza anualment des de l'any 1943 per determinar el campió ciclista de Portugal en la modalitat. El títol s'atorga al vencedor d'una única carrera.
El vencedor obté el dret a portar un mallot amb els colors de la bandera portuguesa fins al campionat de l'any següent.

## Palmarès masculí

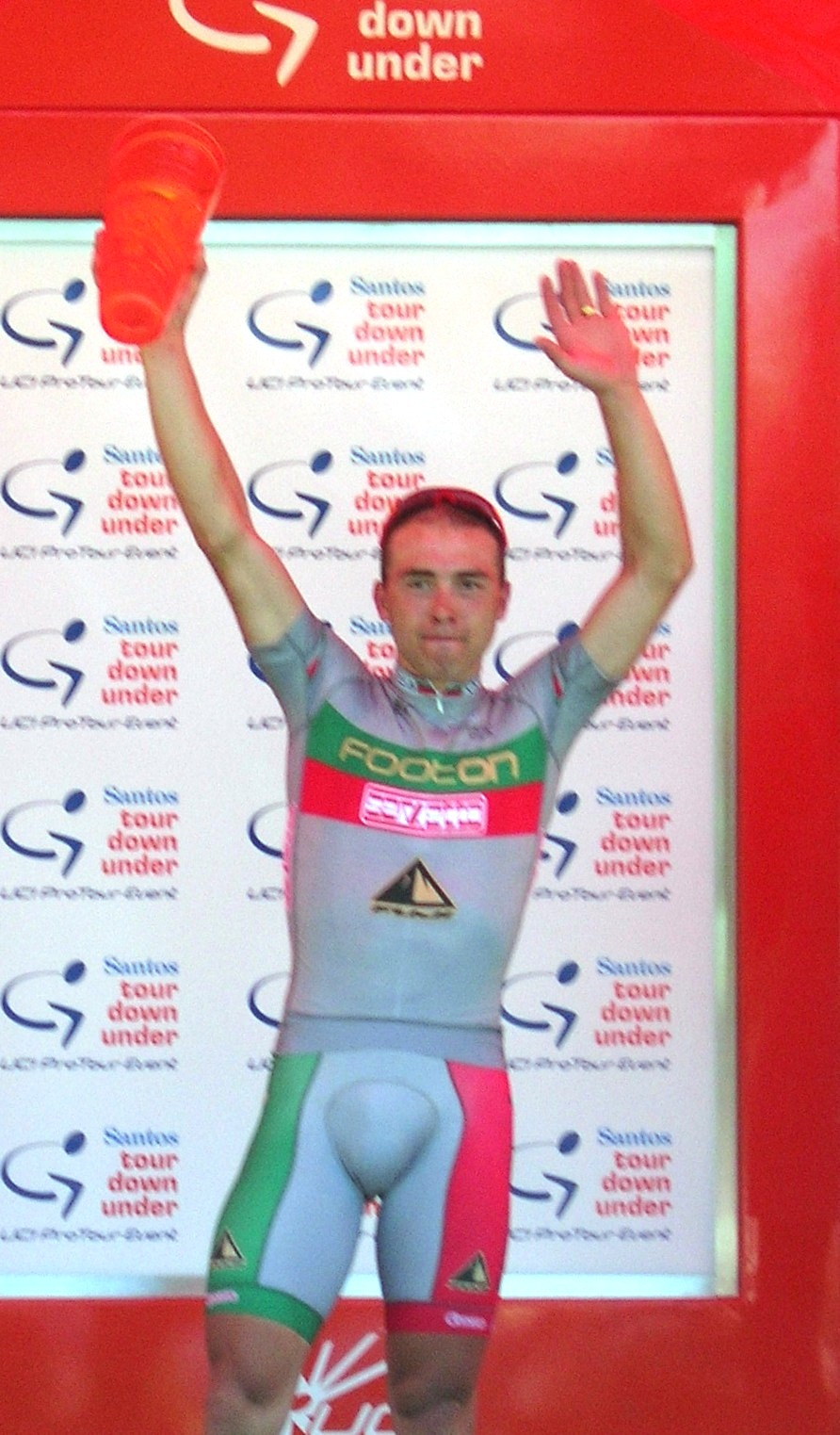
Manuel Antonio Cardoso amb el mallot de Campió de Portugal, al Tour Down Under 2010.

| Any  | Primer                      | Segon                          | Tercer                            |
| 1923 | Manuel Rijo da Sila         | Carlos Branco                  | F. Cairel                         |
| 1924 | Anibal da Silva             |                                |                                   |
| 1925 | Anibal Carreto              |                                |                                   |
| 1926 | Anibal Carreto              |                                |                                   |
| 1927 | António Malha               | Antonio Augusto de Carvalho    | João Sousa                        |
| 1928 | Antonio Augusto de Carvalho |                                |                                   |
| 1930 | Manuel Fernandes da Silva   |                                |                                   |
| 1931 | José Maria Nicolau          |                                |                                   |
| 1932 | José Maria Nicolau          | Alfredo Trindade               | Ribeiro Rego                      |
| 1933 | José Maria Nicolau          | Alfonso Rodrigues              | João Miranda                      |
| 1934 | Alfredo Trindade            | Joaquim Sousa                  | Manuel Sousa                      |
| 1935 | José Poucapena Márquez      | Cabrita Mealha                 | Alfredo Trindade                  |
| 1936 | Alfredo Trindade            | Ildefonso Rodrigues            |                                   |
| 1937 | José Poucapena Márquez      | Ildefonso Rodrigues            | Francisco Alvito                  |
| 1938 | Joaquim Manique             | Francisco Alvito               | Lasdislau Parreira                |
| 1941 | Francisco Inácio            | José Albuquerque               | Eduardo Lopes                     |
| 1942 | João Lourenço               | Alberto Raposo                 | João Rebelo                       |
| 1943 | João Rebelo                 | Alberto Raposo                 | Aristides Martins                 |
| 1944 | José Martins                | João Lourenço                  | Império dos Santos                |
| 1945 | João Rebelo                 | Fernando Moreira               | Júlio Mourão                      |
| 1946 | Fernando Moreira            | Eduardo Lopes                  | João Rebelo                       |
| 1947 | João Rebelo                 | Império dos Santos             | Manuel Rocha                      |
| 1948 | João Rebelo                 | Fernando Moreira               | Júlio Mourão                      |
| 1949 | José Martins                | João Rebelo                    | Fernando Moreira                  |
| 1950 | Luciano Sá                  | Fernando Sá                    | Fernando Moreira                  |
| 1951 | Luciano Sá                  |                                |                                   |
| 1952 | António Maria               | Império dos Santos             | Miguel Rodrigues                  |
| 1953 | Onofre Marta                | Américo Raposo                 | Luciano Sá                        |
| 1954 | Alves Barbosa               | José Manuel Ribeiro da Silva   | Pedro Polainas                    |
| 1955 | Pedro Polainas              | Emídio Pinto                   | José Firmino                      |
| 1956 | Alves Barbosa               | Joaquim Sousa Santos           | Pedro Polainas                    |
| 1957 | João Marcelino              | Luciano Moreira de Sá          | Pedro Polainas                    |
| 1958 | Antonino Baptista           | José Carlos Sousa Cardoso      | José Calquinhas                   |
| 1959 | Antonino Baptista           | José Da Costa                  | Emidio Pinto                      |
| 1960 | Azevedo Maia                | Joaquim Sousa Santos           | José Anastácio Silva              |
| 1961 | Ilidio Do Rosario           | Alves Barbosa                  | Antonio Ferreira                  |
| 1962 | José Pacheco                | Francisco Valada               | Azevedo Maia                      |
| 1963 | Laurentino Mendes           | João Roque                     | Indalecio de Jesús                |
| 1964 | Laurentino Mendes           | Alberto Carvalho               | Joaquim Leao                      |
| 1965 | Paulino Domingues           | Manuel Correia                 | Antonio Acursio                   |
| 1966 | José Azevedo                | Leonel Miranda                 | Mario Silva                       |
| 1967 | Antonio Acursio             | Leonel Miranda                 | Fernando Mendes                   |
| 1968 | Joaquim Agostinho           | Joaquim Andrade                | Leonel Miranda                    |
| 1969 | Joaquim Agostinho           | Fernando Mendes                | Joaquim Leao                      |
| 1970 | Joaquim Agostinho           | Fernando Mendes                | Antonio Graca                     |
| 1971 | Joaquim Agostinho           | Fernando Mendes                | Firmino Bernardino                |
| 1972 | Joaquim Agostinho           | Joaquim Andrade                | Fernando Mendes                   |
| 1973 | Joaquim Agostinho           | Herculano de Oliveira          | José Pacheco                      |
| 1974 | Fernando Mendes             | Manuel Costa                   | Joaquim Andrade                   |
| 1975 | Fernando Mendes             | Firmino Bernardino             | José Martins                      |
| 1976 | Marco Chagas                |                                |                                   |
| 1977 | José Maia                   |                                |                                   |
| 1978 | Fernando Mendes             |                                |                                   |
| 1982 | Marco Chagas                |                                |                                   |
| 1985 | Marco Chagas                | Adelino Teixeira               | Carlos Ferreira                   |
| 1986 | Acacio da Silva             | Fernando Carvalho Oliveira     | Manuel Cunha Tavares              |
| 1987 | Serafim Vieira              | Carlos Marta Silva             | Manuel Cunha Tavares              |
| 1988 | Serafim Vieira              | Carlos Manuel Pereira Jesus    | Antonio Alves Pereira             |
| 1989 | Delmino Pereira             | Antonio Silva Monteiro         | Antonio Apolo                     |
| 1990 | Joaquim Salgado             | Jose Xavier Guimares           | Vitor Teresinho Dias              |
| 1991 | Luís Santos                 | Jorge Manuel Silva Dos Santos  | Joaquim Augusto Gomes de Oliveira |
| 1992 | Fernando Mota               | Jorge Manuel Silva Dos Santos  | Manuel Abreu Campos               |
| 1993 | Raul Matias                 | Pedro Silva Rodrigues          | Delmino Albino Pereira Magalhaes  |
| 1994 | Orlando Rodrigues           | Joaquim Alberto Sampaio Campos | Manuel Pedro Liberato             |
| 1995 | Manuel Abreu                | Paolo Jorge Ferreira de Moura  | Serafim Vieira                    |
| 1996 | Carlos Neves                | Quintino Rodrigues Silva       | Orlando Rodrigues                 |
| 1997 | Delmino Pereira             | Pedro Silva Rodrigues          | Paolo Jorge Ferreira de Moura     |
| 1998 | Carlos Alberto Carneiro     | José Alves Sousa               | Pedro Miguel Lopes Goncalves      |
| 1999 | Carlos Alberto Carneiro     | Orlando Rodrigues              | Pedro Miguel Miranda              |
| 2000 | Marcos Morais               | Paolo Jorge de Moura Ferreira  | Rui Sousa                         |
| 2001 | Nuno Marta                  | Delmino Magelhaes Pereira      | Pedro Lopes Goncalves             |
| 2002 | Rui Lavarinhas              | Rui Sousa                      | Renato Silva                      |
| 2003 | Pedro Miranda Soeiro        | Nuño Ribeiro                   | Paolo de Moura Ferreira           |
| 2004 | Bruno Castanheira           | Nuño Ribeiro                   | Nuno Marta                        |
| 2005 | Joaquim Adrego Andrade      | César Quiterio                 | Claudio Faria                     |
| 2006 | Bruno Pires                 | Ricardo Mestre                 | Rui Sousa                         |
| 2007 | Candido Barbosa             | Gilberto Joao Sampaio Oliveira | Pedro Cardoso                     |
| 2008 | Joao Cabreira               | Tiago Machado                  | Candido Barbosa                   |
| 2009 | Manuel Antonio Cardoso      | Rui Alberto Faria da Costa     | Helder Oliveira                   |
| 2010 | Rui Sousa                   | Celio Sousa                    | André Cardoso                     |
| 2011 | João Paulo Cabreira Costa   | Mario Jorge Faria da Costa     | Filipe Duarte Cardoso Sousa       |
| 2012 | Manuel Antonio Cardoso      | Antonio Carvalho               | Edgar Pinto                       |
| 2013 | Joni Brandão                | Tiago Machado                  | Hélder Oliveira                   |
| 2014 | Nélson Oliveira             | Sergio Sousa                   | Tiago Machado                     |
| 2015 | Rui Alberto Costa           | Joni Brandão                   | Tiago Machado                     |
| 2016 | José Mendes                 | Nélson Oliveira                | Ricardo Vilela                    |
| 2017 | Ruben Guerreiro             | Rui Vinhas                     | Ricardo Vilela                    |
| 2018 | Domingos Gonçalves          | Joni Brandão                   | Henrique Casimiro                 |
| 2019 | José Mendes                 | Ricardo Mestre                 | António Carvalho                  |
| 2020 | Rui Costa                   | Daniel Mestre                  | Francisco Campos                  |
| 2021 | José Fernandes              | Rui Oliveira                   | Gaspar Gonçalves                  |
| 2022 | João Almeida                | Tiago Antunes                  | Fábio Costa                       |
| 2023 | Ivo Oliveira                | Rui Oliveira                   | Luís Gomes                        |
| 2024 | Rui Costa                   | Rui Oliveira                   | Luís Gomes                        |
| 2025 | Ivo Oliveira                | Pedro Silva                    | João Medeiros                     |

### Palmarès sub-23
| Any  | Primer                             | Segon                           | Tercer                               |
| 2000 | César Miguel Marques Pinto         |                                 |                                      |
| 2001 | Edgar José Rosado Anão             | Sérgio Miguel Paulinho Moreira  | Jorge Luís Pimenta Torre             |
| 2002 | Pedro Miguel Almeida Barnabé       | Sérgio Miguel Paulinho Moreira  | Luís Filipe Matias Pinheiro          |
| 2003 | Hélio Costa Santos                 | Manuel António Leal Cardoso     | José de Jesus Rodrigues Vaz          |
| 2004 | Ricardo Manuel Martins Rodrigues   | António Manuel Campos Jesus     | André Moreira Vital                  |
| 2005 | Hélder Oliveira                    | Ricardo Jorge Mestre Correia    | Luis Filipe Gaspar Romão             |
| 2006 | Vitor Hugo Rocha Rodrigues         | Cláudio Felipe Pedro Apolo      | Afonso Duarte Costa Azevedo          |
| 2008 | Ricardo Augusto Afonso Vilela      | Bruno Duarte Ferreira Silva     | Carlos Manuel Henriques Baltazar     |
| 2009 | Vasco Mendes Azenha Santos Pereira | Marco Sérgio Dias Coelho        | Nelson Filipe Santos Simões Oliveira |
| 2010 | Marco Sérgio Dias Coelho           | Pedro Miguel Paulinho Moreira   | Joni Silva Brandão                   |
| 2011 | Fabio Silvestre                    | Domingos André Gonçalves Maciel | Diogo Miguel Afonso Nunes            |
| 2012 | Pedro Miguel Paulinho Moreira      | António André Pereira Barbio    | Rafael Jorge Magalhães Silva         |
| 2013 | Victor Silva Valinho               | António André Pereira Barbio    | Frederico José Oliveira Figueiredo   |
| 2014 | Joaquim Ricardo Soares Silva       | Samuel Rodrigues Magalhães      | Ricardo Fernando Vale Ferreira       |
| 2015 | Nuno Matos                         | Ruben Guerreiro                 | Rui Carvalho                         |
| 2016 | Ruben Guerreiro                    | Hugo Nunes                      | Nuno Bico                            |
| 2017 | Francisco Campos                   | André Carvalho                  | David Ribeiro                        |
| 2018 | Rui Oliveira                       | João Almeida                    | André Carvalho                       |
| 2019 | João Almeida                       | Fábio Costa                     | Bernardo Saavedra                    |
| 2020 | Fábio Costa                        | Pedro Miguel Lopes              | José Sousa                           |
| 2021 | Pedro Andrade                      | Fábio Costa                     | André Domingues                      |
| 2022 | Afonso Eulálio                     | Afonso Silva                    | João Medeiros                        |
| 2023 | Gonçalo Tavares                    | João Macedo                     | Alexandre Montez                     |
| 2024 | Noah Campos                        | Lucas Lopez                     | João Oliveira                        |

## Palmarès femení
| Any  | Primer             | Segon                | Tercer                 |
| 1992 | Ana Barros         | Julia Alves          | Ana Cancelo            |
| 1993 |                    |                      |                        |
| 1994 | Ana Barros         | Maria Alves Da Silva | Ana Cancelo            |
| 1995 | Ana Barros         | Maria Alves Da Silva | Ana Cancelo            |
| 1996 | Ana Barros         | Patricia Fernandes   | Ana Cancelo            |
| 1997 |                    |                      |                        |
| 1998 |                    |                      |                        |
| 1999 |                    |                      |                        |
| 2000 |                    |                      |                        |
| 2001 |                    |                      |                        |
| 2002 | Irina Coelho       | Claudia Vitorino     | Ana Rita Vigario       |
| 2003 | Irina Coelho       | Ana Rita Vigario     | Sonia Campos           |
| 2004 | Isabel Caetano     | Sandra Araujo        | Cristina Azevedo       |
| 2005 | Isabel Caetano     | Ana Rita Vigario     | Cristina Azevedo       |
| 2006 | Isabel Caetano     | Ana Rita Vigario     | Cristina Azevedo       |
| 2007 | Irina Coelho       | Isabel Caetano       | Ana Rita Vigario       |
| 2008 | Ester Alves        | Angela Fernandes     | Irina Coelho           |
| 2009 | Ester Alves        | Celina Carpinteiro   | Rute Costa             |
| 2010 | Vanessa Fernandes  | Ester Alves          | Celina Carpinteiro     |
| 2011 | Celina Carpinteiro | Ester Alves          | Monica Santos          |
| 2012 | Irina Coelho       | Celina Carpinteiro   | Monica Santos          |
| 2013 | Celina Carpinteiro | Daniela Reis         | Ester Alves            |
| 2014 | Celina Carpinteiro | Daniela Reis         | Ana Isabel Dias Azenha |
| 2015 | Daniela Reis       | Celina Carpinteiro   | Irina Coelho           |
| 2016 | Daniela Reis       | Celina Carpinteiro   | Irina Coelho           |
| 2018 | Daniela Reis       | Maria Martins        | Celina Carpinteiro     |
| 2019 | Daniela Reis       | Raquel Silva Queiros | Sandra Santos          |
| 2020 | Melissa Maia       | Marta Branco         | Iuliia Legkova         |
| 2021 | Maria Martins      | Daniela Campos       | Daniela Pereira        |
| 2022 | Daniela Campos     | Sofia Gomes          | Daniela Pereira        |
| 2023 | Cristiana Valente  | Beatriz Pereira      | Vera Vilaça            |
| 2024 | Daniela Campos     | Ana Caramelo         | Mariana Libano         |
| 2025 | Daniela Campos     | Raquel Queiros       | Maria Martins          |